# Viola brandisii
Viola brandisii är en violväxtart som beskrevs av Wilhelm Becker. Viola brandisii ingår i släktet violer, och familjen violväxter. Inga underarter finns listade i Catalogue of Life.